# Catulo
Cayo o Gayo Valerio Catulo (en latín, Gaius Valerius Catullus; Verona, actual Italia, h. 87 a. C.-Roma, h. 57 a. C., aunque muchos estudiosos aceptan las fechas 84 a. C.-54 a. C.) fue un prestigioso poeta latino de finales del período republicano de Roma.

## Biografía
Nació en Verona (Galia Cisalpina), en una familia influyente (su padre era amigo de Julio César, al que Catulo sin embargo despreciaba, quizá a causa de la sequedad de su estilo literario).
Estudió en Roma, pasó allí varias temporadas, al fin se estableció en la ciudad en el año 62 a. C. y se introdujo en los cenáculos literarios de sus amigos, los llamados despectivamente por Cicerón poetas neotéricos: Helvio Cinna, Licinio Calvo, Valerio Catón, Cornificio, Marco Furio Bibáculo y los eruditos Marco Terencio Varrón y Cornelio Nepote. Los neotéricos se caracterizaban, en primer lugar, por una gran afición a la poesía griega alejandrina de Calímaco y, en segundo lugar, por el deseo de cultivar una lírica refinada y concisa, helenístico-alejandrina, de un perfecto acabado formal. Por demás, componía epigramas como el mejor, y resultó uno de los primeros en quejarse de las hipotecas:
¡Oh Furio! Nuestra quinta no está expuesta / ni a los soplos del Austro o los del Céfiro, / ni a los del Bóreas cruel ni del Levante; / mas, por sextercios quince mil doscientos / está desde hace tiempo hipotecada. / ¡Oh qué pestilencial y horrible viento! (O ventum horribilem atque pestilentem!).
Se enamoró de una dama muy bella y licenciosa, Clodia, casada con Quinto Cecilio Metelo Céler, gobernador de la Galia Cisalpina, y hermana del tribuno de la plebe Publio Clodio Pulcro, enemigo de Cicerón. Clodia, sin embargo, que aparece en sus versos con un nombre de valor métrico equivalente, Lesbia (que declara la común afición de los amantes a la poetisa griega Safo de Lesbos), tras concederle sus encantos, le fue infiel a la primera ocasión y dejó a Catulo debatiéndose entre el odio y el amor, como expresa en su conocido dístico: Odi et amo. Quare id faciam? fortasse requiris / Nescio, sed fieri sentio et excrucior («Odio y amo. ¿Cómo es posible?, preguntarás acaso. No lo sé, pero siento que me ocurre y me atormenta»).
De la violenta pasión que despertó en Catulo, este tardó en recuperarse y lo hizo a duras penas: Una salus haec est, hoc est tibi pervincendum. / Hoc facias sive id non pote, sive pote! («Una sola salvación hay para ti: esto debe superarse. ¡Hazlo puedas o no puedas!»). Pero la agonía se prolongó merced a los arrepentimientos de la amante, mera excusa para nuevas y fallidas reconciliaciones: Nulli se dicit mulier mea nubere malle quam mihi, / non si se Iuppiter ipse petat. / Dicit: sed mulier cupido quod dicit amanti, / in vento et rapida scribere oportet aqua. («Con nadie más que conmigo dice mi amada que se uniría, / ni aunque Júpiter mismo se lo pidiera. / Eso dice: pero lo que dice la mujer enamorada a un amante / conviene escribirlo en el viento y en el agua rápida»). Fue una inspiración excepcional para uno de los corpora de lírica amorosa más intensos de todos los tiempos. Lateralmente, en sus poemas también se refleja, directa o indirectamente, una relación homosexual con un joven de nombre Juvencio (poemas XXIV y XXIX Ad Iuventium). Murió a los 30 años de edad según algunos estudiosos, según otros a los 33.
La originalidad de Catulo consiste en haber sido el primero en haber iniciado la elegía romana con sus rasgos específicos de subjetividad, autobiografismo e intimidad, menos presentes en sus correlatos griegos.

## Obra

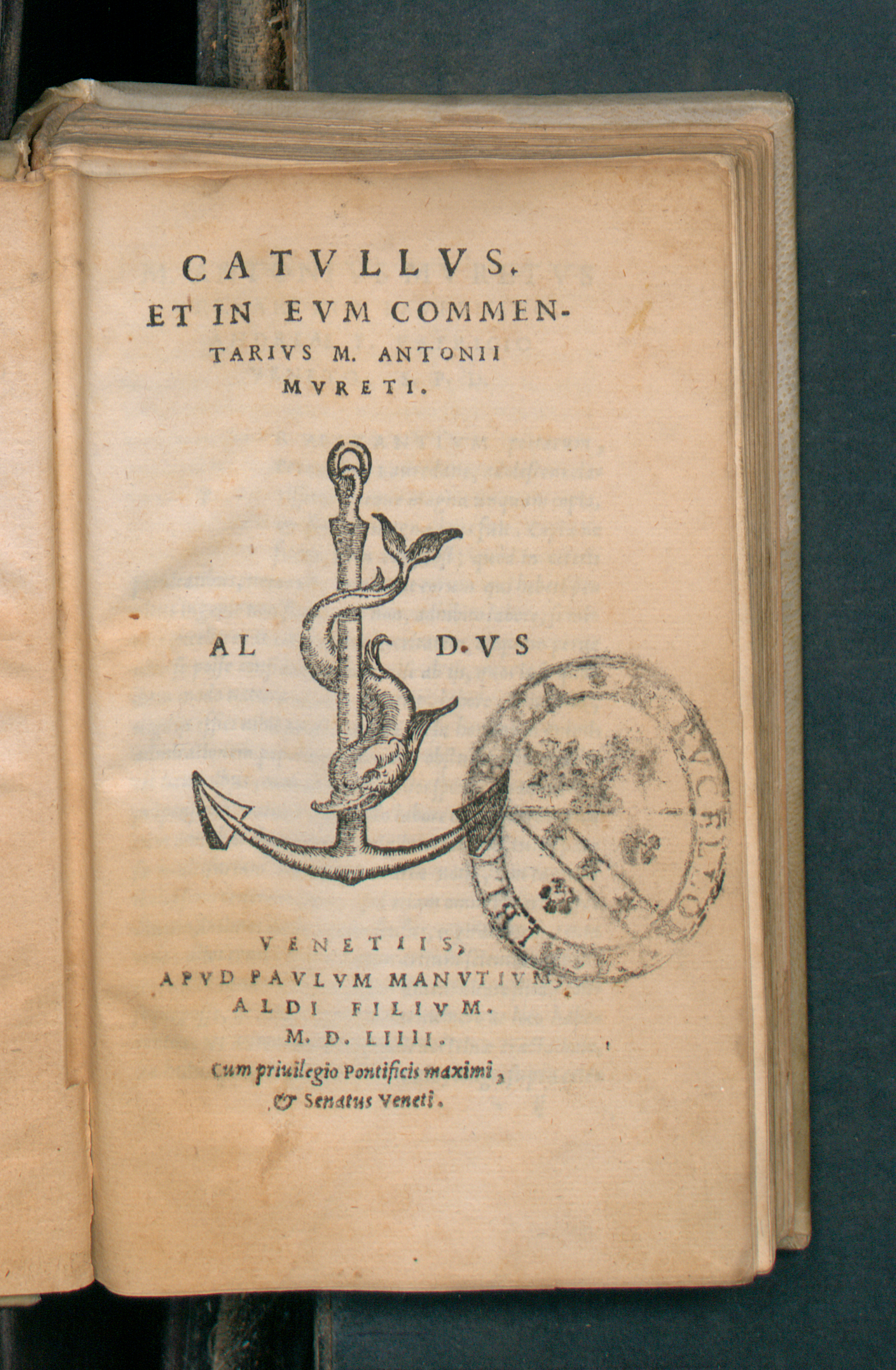
Carmina, 1554

En su estado actual, el corpus catuliano consta de unas 116 poesías, 102 encabezadas por una dedicatoria a Cornelio Nepote que sin duda debió pertenecer a una compilación anterior, aparentemente distribuidas en tres grupos. El primero, hasta la composición 60 inclusive, comprende poemas líricos cortos, en metros varios, de asuntos sacados de los más diversos acontecimientos de la vida: poesías amorosas, otras dirigidas a amigos o enemigos, improvisaciones ingeniosas, anécdotas, sátiras, y un breve himno a Diana. 
Las composiciones del tercer grupo, de carácter análogo a este, se distinguen por su común forma métrica: el dístico elegíaco; comprenden desde el poema 69 hasta el final. Por último, las de la parte central, o sea, las composiciones 61 a 68, se caracterizan por su mayor extensión, así como por la importancia de su asunto: los números 61 y 62 son epitalamios o himnos nupciales: el primero, en metros líricos —estrofas de tres glicónicos y un ferecracio—, está escrito con ocasión de las bodas de Manlio Torcuato, y el segundo, en hexámetros, parece ser solo un ejercicio literario; el número 63 es un poema narrativo, en galiambos, que relata una versión de la leyenda frigia de Atis; el 64 es un extenso epilío en hexámetros, llamado habitualmente Epitalamio de Tetis y Peleo por el asunto que le sirve de pretexto y que da pie a extensas digresiones narrativas, descriptivas y líricas; el 65, en dísticos elegíacos, es una especie de epístola dedicatoria, a Hortensio Órtalo; el 66 es una traducción, en aquel mismo metro, de un epilío de Calímaco, La cabellera de Berenice; el 67 es un largo epigrama dialogado, también en dísticos elegíacos, en el que Catulo hace referir a la puerta de cierta casa de Verona una curiosa sarta de indiscreciones sobre sus dueños; y el 68 es una extensa elegía de carácter subjetivo, en forma de epístola, dirigida a un amigo de Catulo, llamado unas veces Manlio y otras Alio, en la que el poeta, aparentemente respondiendo a las solicitudes de aquel, a las que al principio dice no poder acceder por razón de la pena que le agobia con ocasión de la reciente muerte de su hermano, habla de sus amores con Lesbia, en cuyo inicio Manlio desempeñó un papel fundamental, e intercala una larga digresión, a la manera alejandrina, acerca de los de Laodamía y Protesilao, el primer caído al poner pie en tierra troyana, lo cual le brinda pretexto para una segunda digresión relativa a la muerte de su propio hermano en aquel mismo país.
Aparte de la referida norma aparente de clasificación, exclusivamente externa, no se descubre en el actual libro de Catulo ninguna otra: la cronología no es tenida en cuenta, como puede verse muy bien en los poemas referentes a Lesbia, el primero de los cuales —en el orden del tiempo— lleva el número 51, mientras el último lleva el l11, y solo en algunos casos, y aun sin gran rigor, el asunto justifica la agrupación de algunas composiciones, como por ejemplo las 2 y 3, relativas al gorrión de Lesbia, las 41, 42 y 43, seguramente alusivas las tres a Ameana, o las 88, 89, 90 y 91, relativas a Gelio, aunque también aludan a este personaje la 74, la 80 y la 116.
Parece lógico que, si el poeta hubiera dispuesto personalmente la edición de este libro, habría seguido un orden más racional, y al mismo tiempo no es verosímil que Catulo hubiera creído oportuno publicar, en una misma colección, y separados caprichosamente unos de otros, todos los poemas que hacen referencia a sus amores con Lesbia, que tan distintos estados de ánimo reflejan. De haber querido hacerlo, lo más probable es que los hubiera dispuesto cronológicamente o por lo menos según algún plan que justificara la diferente actitud que en ellos queda consignada.
Se pueden dividir estos 116 poemas en:
1. Poemas de diatriba: en este grupo se encuentran poemas como los que el poeta escribe a sus amigos Furio y Aurelio (XI, XV, XVI, XXI, XXIII, XXVI, en relación íntima con los del acto de Juvencio, a los cuales podría estimarse unidos), los de César y sus partidarios principalmente Mamurra (XXIX, LII relacionado con el XIV y el LII, LVII, LXIV, XCIII, XCIV, CV, CXIV, CXV), los de Gelio, ligados como los de Rufo, Egnacio y otros, a los del cielo de Lesbia (LXXIV, LXXX, LXXXVIII, LXXXIX, XC, XCI, XCVI), los de Rufo (LIX, LXIX, LXXI, LXXVII), los de Egnacio (XXXVII, XXXIX), los de Amiana (XLI, XLIII),los de Aufilena (CX, CXI), y el de la querida de Varo (X), el de Asinio (XII), los malos poetas (XIV), Sufeno (XIV); Talo (XXV), Memio y Pisón (XXVII, relacionado con el X), Afeno (XXX), Vibenio y su hijo (XXXIII), Vosulio (XXXVI, relacionado con el XCV), Rávido (XL), Sestio (XLIV), Porcio y Soiratión (XLVII relacionado con los IX, X, XII; XXVIII), Galo (LXXVIII), Lesbio (LXXIX), Arrio (LXXXIV), Emilio (CVII), Vectio (XCVIII), Silón (CIII), Cominio (CVIII) y Nasón (CXII); hay además algunos poemas cuyo destinatario no ha sido identificado; son estos el XVII y el LXVII, dirigidos a ciertos personajes de Verona y el LX y el CVI.
2. Poemas de amor: aquí se encuentran los poemas escritos a su eterna amada Lesbia como lo son, II, III, V, VII, VIII, XI, XXXVII, tal vez XLII, XLIII, LI, LVIII, LXVIII b, LXX, LXXII, LXXV, LXXIX, LXXXIII, LXXXV, LXXXVI, LXXXVII, XCII, CIV, CVII, CIX, los escritos a Juvencio (XXIV, XLVIII, LXXXI, XCIX) y el último escrito a Ipsitilia (XXXII).
3. Poemas de amistad: en este grupo se encuentran los poemas escritos a Veranio y Fabulo (IX, XII, XIII, XXVIII, XLVII), los de Licinio Calvo (XIV, L, LIII, XCVI), los que se refieren a la muerte del hermano del poeta (LXV, LXVIII, a y b, CI), los de Cornelio Nepote (I, CII), los de Cinna (XCV, CXIII), y los de Flavio (VI), Varo (X), Cecilio (XXXV), Cornificio (XXXVIII); Cicerón (XLIX), Carmerio (C), el CII, que cabe dentro de este grupo, está dirigido a un amigo no identificado todavía.
4. Poemas de reflexión personal: IV, XXVII, XXXI, XLV, XLVI, LXXIII, LXXVI. En ellos se manifiesta la postura íntima de Catulo con respecto de la amistad, el amor, la desilusión, las cosas religiosas. Mucho dejan ver, por lo mismo, de lo que pensaba en su soledad frente a la vida y la muerte.[3]

## Influencias

### Literarias
La poesía de Catulo debe bastante a la innovadora poesía del Período Helenístico, especialmente por Calímaco y la Escuela de Alejandría, la cual propagó un nuevo estilo que difería totalmente de la poesía épica de tradición homérica. Cicerón llamó a estos poetas innovadores neotéricos (en latín poetae novi). Catulo y Calímaco no tratan temas mitológicos, ni de héroes antiguos, sino que se centran más en temas amorosos y de experiencias personales. Aunque estos poemas pueden parecer superficiales ya que tratan temas cotidianos y cercanos al lector, son grandes obras literarias.
Catulo fue un gran admirador de Safo, poetisa griega del siglo VII a. C., y sus poemas ayudan a conocer la obra de Safo. El poema 51 de Catulo es una paráfrasis del poema 31 de Safo, con una sorprendente estrofa final donde se abandona el modelo en un brusco cambio de tono. También, los poemas 61 y 62 de Catulo parecen inspirados en la obra de la poetisa griega, y probablemente sean traducciones literales de obras perdidas suyas. Catulo, como era normal en su tiempo, también recibe la influencia de los mitos grecorromanos. Algunos nombran las bodas de Peleo y Tetis, la partida de los Argonautas, Teseo y el Minotauro o el abandono de Ariadna.
La diferencia es que Catulo se muestra más subjetivo que los poetas griegos, cuya naturaleza es más objetiva; no describe los efectos externos del amor, sino los interiores, y desde una perspectiva más personal. Los poemas de Catulo han sido muy apreciados por otros autores a lo largo de la historia. La influencia de su obra está presente en grandes autores como Ovidio, Horacio y Virgilio. Tras su redescubrimiento a finales de la Edad Media, Catulo ganó muchos admiradores, ya que su estilo explícito impresionó a muchos lectores.

### En otros géneros
Desde finales del siglo XV, la poesía de Catulo ha sido imitada en España tanto en latín como en las lenguas vernáculas.
Dominique Pinot (c. 1510- c. 1555), parafrasea el poema 85. Carl Orff, músico alemán (1895–1982), puso música a los Catulli Carmina, añadiendo algunos, como el aria 3. En Trionfo di Afrodite, mezcló partes dramatizadas de los Himeneos de Catulo con traducciones latinas de Safo y un coro extraído del Hipólito de Eurípides. En 1994, Nicolas Lens edita su disco Flamma flamma, en donde usa textos de Catulo.